# 守貞親王
守貞親王（もりさだ しんのう、1179年4月6日〈治承3年2月28日〉- 1223年6月14日〈貞応2年5月14日〉）は、日本の鎌倉時代前期の皇族、太上法皇。
高倉天皇の第二皇子であり、母は坊門信隆の女・殖子（七条院）。安徳天皇は異母兄、後鳥羽天皇は同母弟に当たる。初め持明院宮（じみょういんの みや）を号し、出家した後は行助入道親王（ぎょうじょ にゅうどう しんのう）を名乗ったが、子の後堀河天皇が即位すると、治天の君として異例の太上天皇号を奉られ、法皇として院政を敷いた。薨去の後に後高倉院（ごたかくら いん）の院号が贈られた。

## 来歴
乳母は平知盛正室の治部卿局。平家の許で育てられた縁から、寿永2年（1183年）7月の平家の都落ちの際には安徳天皇の皇太子に擬され、天皇と共に西国へ伴われる。平家滅亡時に救出されて帰京するが、都では既に後鳥羽天皇が即位していた。
文治5年（1189年）に親王宣下を受け、建久2年（1191年）に元服・加冠。後に上西門院の猶子とされて、持明院基家の女・陳子を妃とし、持明院家ゆかりの持明院を御所として持明院宮を号した。
建久9年（1198年）正月、土御門通親らにより、通親の外孫で後鳥羽天皇皇子の土御門天皇が他の派閥を押し切る形で擁立され即位した。この際、『玉葉』建久9年正月6日、7日条には新帝の候補として後鳥羽天皇の兄である二宮（守貞親王）と三宮（惟明親王）の名が挙がったこと、鎌倉幕府が幼主の即位に難色を示したことが記されている。また『延慶本 平家物語』には文覚が守貞親王擁立を企て、幕府将軍の源頼朝に働きかけたが実現しなかったという記述がある。これらのことから守貞を支持する反後鳥羽勢力は、正治元年（1199年）の三左衛門事件などを経て勢力を失い、朝廷は幕府の後ろ盾も得た後鳥羽上皇を頂点とした通親の派閥が勢いを占めたとする説がある。さらに承元4年（1210年）には、土御門天皇は父後鳥羽上皇の策により、異母弟の順徳天皇に譲位した。守貞親王は建暦2年（1212年）3月に出家。法名・行助を名乗った。皇位が後鳥羽系に移り、自身の皇位の可能性が薄れたことにより、不遇な運命を嘆いて出家したとも伝わる。
ところが、出家から8年後の承久3年（1221年）に起きた後鳥羽上皇と幕府の軍事衝突である承久の乱によって、行助の運命は一変する。皇位は同年4月20日に践祚した順徳天皇の子の懐成親王（即位しておらず明治時代に仲恭天皇と諡）に移っていたが、乱の鎮圧後、幕府は首謀者と目された後鳥羽系の皇族らを処分した。懐成を廃位するとともに、後鳥羽・土御門・順徳の3上皇を配流とし、後鳥羽上皇の後裔のことごとくを配流・出家・臣籍降下させて、その系統による皇位の継承を認めない方針をとった。また、行助の弟・聖円（惟明親王）の末子である国尊王がまだ出家していなかったが、乱の直前に聖円が病死したために即位をしてもこれを後見する者がおらず候補から外された。これによって皇位継承の候補者が行助の三男・茂仁王のみとなってしまった。幕府は直ちに茂仁王を即位させる（後堀河天皇）とともに、不在となった治天の君として、その父である行助に太上天皇号を奉り、これを法皇として院政を敷かせることにした。皇位に即かず、しかも既に出家している入道親王を擁して太上天皇号を奉って治天に副えるというのはこれまで先例のない措置だったが、後鳥羽系の皇族が一掃された以上、他に選択肢は無かった。
治天となった行助入道親王は、乱後の朝廷内の混乱を収拾させ、公武関係の融和に実績を残したものの、わずか2年で腫物を患って薨去。北白河に奉葬され、「後高倉院」の院号を贈られた。

## 略譜
日付はいずれも旧暦。
- 治承3年（1179年）2月28日 - 生誕
- 文治5年（1189年）11月19日 - 親王宣下、無品
- 建久2年（1191年）12月26日 - 元服・加冠、三品
- 建暦2年（1212年）3月26日 - 出家、入道親王
- 承久3年（1221年）8月16日 - 太上天皇（法皇）
- 貞応2年（1223年）5月14日 - 薨去

## 系譜
- 妃：持明院陳子（北白河院）（1173年 - 1238年） - 持明院基家女
  - 第一皇子：尊性法親王（1194年 - 1239年） - 天台座主
  - 第一皇女：利子内親王（式乾門院）（1197年 - 1251年） - 伊勢斎宮、四条天皇准母
  - 第二皇女：能子内親王（押小路宮）（1200年 - 1245年）
  - 第三皇女：本子内親王（? - 1229年）
  - 第二皇子：道深法親王（1206年 - 1249年） - 仁和寺門跡
  - 第四皇女：邦子内親王（安嘉門院）（1209年 - 1283年） - 後堀河天皇准母
  - 第三皇子：茂仁王（後堀河天皇）（1212年 - 1234年）
- 生母不詳
  - 皇女：有子内親王（生没年不詳）

## 関連作品
テレビドラマ
- 『義経』（2005年、NHK大河ドラマ、演：水谷大地） - 安徳天皇と入れ代わり海に没するという設定

## 補注
1. ↑  『増鏡』巻1「おどろの下」には、後白河法皇が守貞親王と尊成親王（後鳥羽天皇）とを呼び、すぐに自分に懐いた尊成を新帝に擁立したとの記述があるが、実際に尊成と共に呼ばれたのは在京していた守貞の異母弟・惟明親王とされており、これについては『増鏡』作者による演出か、あるいは単なる勘違いの可能性も否定できない。
2. ↑  基家の妻で陳子の母にあたる持明院宰相局は親王の乳母であるため、陳子は乳母子にあたる。また、基家の母・上西門院一条は上西門院の乳母であったことから、上西門院と親王の猶子関係を取り計らったのも持明院基家と推測される（曽我部愛「後高倉王家の政治的地位」）。
3. ↑  『百錬抄』貞応2年5月14日条に「十四日、太上法皇崩御。後高倉院と号し奉る。北白河に葬ると云々」とある。ただし、北白河のどこに葬られたかは現在に至るまで詳らかでなく、陵は現在も未治定のままである（上野竹次郎『山陵』）。